# Varholmen

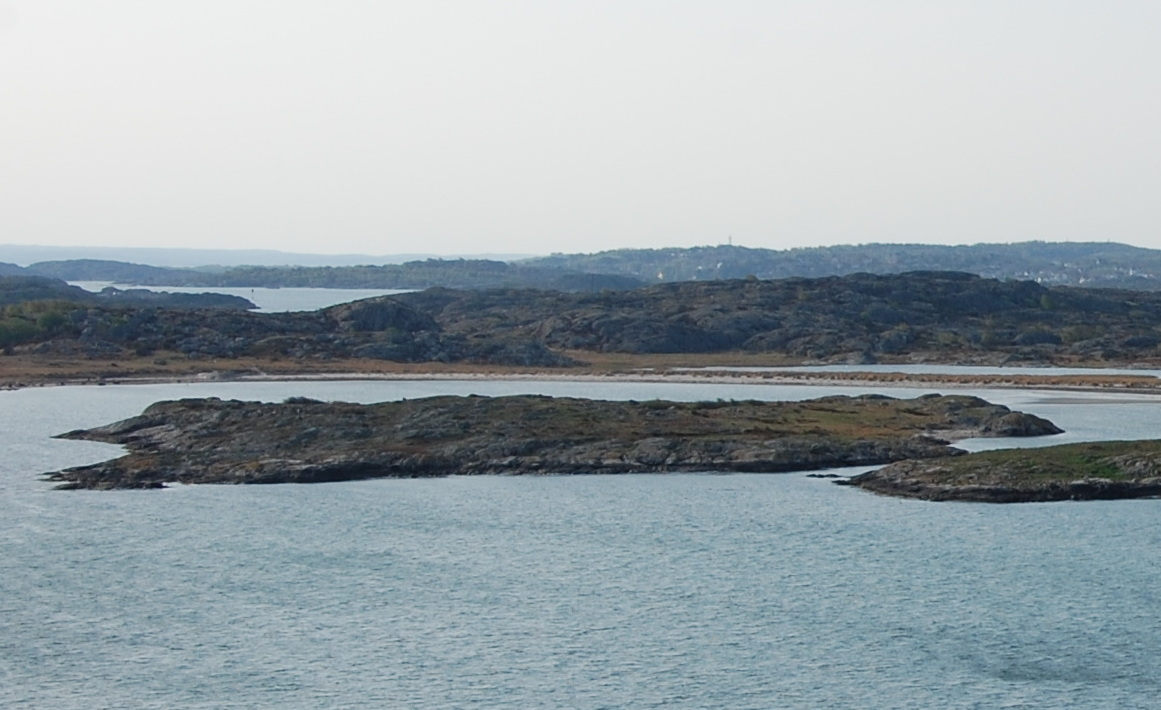
Stora Varholmen

Varholmen ist eine kleine zu Schweden gehörende Insel im Kattegat.
Sie liegt im Göteborger Schärengarten westlich von Göteborg in der Provinz Västra Götalands län in einer Bucht am Nordufer der Insel Galterö und gehört zur Gemeinde Göteborg. Die unbewohnte Insel besteht aus einer Felsformation mit nur spärlichem Bewuchs. In Nord-Süd-Richtung beträgt die maximale Ausdehnung etwa 300 Meter, in Ost-West-Richtung etwa 200 Meter. Nördlich von Varholmen führen die Fährrouten Göteborg–Kiel und Göteborg–Frederikshavn vorbei.